# Guglielmo Cinque
Guglielmo Cinque (* 1948 in La Spezia) ist ein italienischer Sprachwissenschaftler und Professor für Linguistik an der Università Ca’ Foscari di Venezia.

## Werdegang
Cinque studierte Literatur und Linguistik an den Universitäten in Venedig und Padua sowie an der University of California, Berkeley. Nach seinem Abschluss arbeitete er als wissenschaftlicher Mitarbeiter an ebendiesen Universitäten sowie an der University of Edinburgh. Seit 1981 ist er ordentlicher Professor an der Universität Venedig. Er ist Honorar-Professor an der Universität Bukarest und deren Ehrendoktor sowie Ehrenmitglied der Linguistic Society of America. 2012 wurde er zum ordentlichen Mitglied der Academia Europaea gewählt.

## Werk
Cinque arbeitet auf den Gebieten der (generativen) Syntax und der Sprachtypologie. Er gilt als Pionier auf dem Gebiet der syntaktischen Kartographie. Mit seinem 1999 erschienenen Buch Adverbs and Functional Heads stellte er die vielbeachtete Hypothese einer universellen Skopushierarchie auf, die bis heute für viele Sprachen nachgewiesen wurde. Ungeklärt, bzw. heftig umstritten, bleibt die Frage, warum alle Sprachen dieser Hierarchie folgen.